# Райна Николова
Райна Борисова Николова е български юрист, професор в Нов български университет.

## Биография
Райна Николова е родена в град София. Завършва право в Юридическия факултет на Софийския университет „Св. Климент Охридски“ през 1996 г. През 2004 г. защитава дисертация в научната специалност „Административно право и административен процес“ на тема „Публичноправни проблеми на телевизионната програма на обществената телевизия в България“. През 2016 г. става доктор на юридическите науки на Великотърновския университет „Св. Свети Кирил и Методий“ с дисертация на тема „Публичноправни проблеми на печатните медии в България“.
От 1996 до 1997 г. е съдебен кандидат при Софийски градски съд. Юрисконсулт и административен директор на Българската национална телевизия от 1997 до 2003 г.
През януари 2004 г. е избрана от XXXIX народно събрание за член на Съвета за електронни медии, предложена от парламентарната група на НДСВ. Мандатът ѝ изтича през 2010 г.
От 2010 г. е доцент в Нов български университет. Паралелно с това е главен експертен сътрудник на Комисията по културата и медиите на XLII народно събрание (2013 - 2014) и консултант и юрисконсулт на „Вестникарска група България“ ООД (2011- 2015 г.). От 2017 г. е професор в НБУ.
Хоноруван преподавател е в Нов български университет (2001 – 2010), Югозападния университет „Неофит Рилски“ (2003 – 2009), Факултета по журналистика и масови комуникации на Софийския университет „Св. Климент Охридски“ (2009 – досега) и Университета за национално и световно стопанство (специалност „Медия икономика“ през 2016 г.). Хоноруван и щатен преподавател във Висшето училище „Колеж по пощи и телекомуникации“ в София (2010 – 2012).
Тя е един от създателите и организаторите на общоуниверситетския семинар на Нов български университет „Българска памет и съвест за тоталитарната държава – исторически и юридически разказ“.
Сътрудник е на изданието на Европейската аудиовизуална обсерватория към Съвета на Европа IRIS Newsletter от 2004 г.
Създател е на специализирания сайт „Медиите в България: право и етика“.
Член е на Съюза на юристите в България и на Съюза на българските журналисти.

## Отличия и награди
- „Читател на 2016 г.“ на Държавна агенция „Архиви“ на Република България, 9 юни 2017 г.[13][14]
- Грамота и плакет за принос в областта на професионалното обучение и повишаване квалификацията на съдиите и съдебните помощници в системата на административното правораздаване по повод 25-годишнината от възстановяването на дейността на Върховния административен съд, 1 декември 2021 г.[15]